# Themone storthynga
Themone storthynga är en fjärilsart som beskrevs av Hans Ferdinand Emil Julius Stichel 1910. Themone storthynga ingår i släktet Themone och familjen Riodinidae. Inga underarter finns listade i Catalogue of Life.